# Fiamme Oro Rugby 2017-2018

## Eccellenza 2017-18

### Stagione regolare
| Incontro                   | Andata | Ritorno |
| -------------------------- | ------ | ------- |
| Fiamme Oro — Mogliano      | 20-15  | 33-6    |
| Rovigo — Fiamme Oro        | 19-13  | 24-24   |
| Fiamme Oro — Calvisano     | 15-43  | 13-29   |
| Reggio Emilia — Fiamme Oro | 13-27  | 42-33   |
| Fiamme Oro — Petrarca      | 16-33  | 7-26    |
| Fiamme Oro — Viadana       | 35-7   | 11-9    |
| I Medicei — Fiamme Oro     | 16-20  | 15-17   |
| Fiamme Oro — San Donà      | 27-21  | 29-20   |
| S.S. Lazio — Fiamme Oro    | 8-24   | 17-48   |

#### Risultati della stagione regolare
| Posizione | G  | V  | N | P | PF  | PS  | DP  | B | Pt |
| --------- | -- | -- | - | - | --- | --- | --- | - | -- |
| 4ª        | 18 | 11 | 1 | 6 | 412 | 363 | +49 | 7 | 53 |

### Fase finale
| Turno | Incontro              | Andata | Ritorno |
| ----- | --------------------- | ------ | ------- |
| SF    | Fiamme Oro — Petrarca | 27-36  | 10-24   |

## Trofeo Eccellenza 2017-18

### Prima fase

#### Girone 2
| Incontro                | Andata | Ritorno |
| ----------------------- | ------ | ------- |
| S.S. Lazio — Fiamme Oro | 17-21  | 10-31   |
| Fiamme Oro — S.S. Lazio | 45-10  | 3-36    |

##### Risultati del girone 2
| Posizione | G | V | N | P | PF  | PS | DP  | B | Pt |
| --------- | - | - | - | - | --- | -- | --- | - | -- |
| 1ª        | 4 | 4 | 0 | 0 | 133 | 40 | +93 | 3 | 19 |

### Finale
| Incontro              | Risultato |
| --------------------- | --------- |
| San Donà — Fiamme Oro | 24-0      |

## Verdetti
- Fiamme Oro qualificate alla European Rugby Continental Shield 2018-19.

## Convocazioni internazionali
- Giovanni Licata -  Italia